# T. J. MacGregor
Pour les articles homonymes, voir MacGregor.
Patricia Janeshutz MacGregor, née en 1947 à Caracas, est une romancière américaine. Elle commence à écrire sous le pseudonyme de Trish Janeshutz puis sous celui d'Alison Drake. Après son mariage avec l'écrivain Rob MacGregor, elle signe ses publications T. J.  MacGregor et parfois Trish MacGregor.

## Biographie
Née de parents américains à Caracas, au Venezuela, en 1947, elle est la fille d'un travailleur de la société Creole Petroleum Corporation (es), une division de la société Esso, l'une des nombreuses sociétés indépendantes nées du démantèlement de la Standard Oil en 1912.
La fin de la dictature de Marcos Pérez Jiménez en 1958 et les troubles politiques qui s'ensuivent poussent sa famille à retourner s'installer en Floride, aux États-Unis, où elle termine ses études.
Elle commence l'écriture sous son nom de jeune fille, Trish Janeshutz, puis pour la parution du roman Champs noirs (Dark Fields), en 1986, qui inaugure une nouvelle série policière, suit les conseils de son éditeur américain Ballantine Books et adopte un pseudonyme plus facile à prononcer et à mémoriser. Elle opte pour T. J. MacGregor, un pseudonyme androgyne composé de ses initiales et du nom de son mari, l'écrivain Rob MacGregor.
En parallèle, elle commence, sous le pseudonyme d'Alison Drake, une seconde série consacrée à Aline Scott. Elle signe cinq romans, puis abandonne ce pseudonyme en 1992, n'utilisant dès lors que le nom de T. J. MacGregor pour signer ses œuvres. En dehors des romans policiers et noirs, elle a également collaboré avec son mari et l'astrologue Sydney Omarr (en) pour l'écriture d'ouvrages divers sur l'astrologie.
En France, elle compte une traduction au sein de la collection Polar U.S.A. et deux chez l'éditeur Payot & Rivages.

## Œuvre

### Romans

#### SérieQuin St. James et Mike McCleary
- Dark Fields (1986) Publié en français sous le titre Champs noirs, traduction de Isabelle St Martin, Paris, Gérard de Viliers, Polar U.S.A. no 51, 1991.
- Kill Flash (1987)
- Death Sweet (1988)
- On Ice (1989)
- Kin Dread (1990)
- Death Flats (1991)
- Spree (1992)
- Storm Surge (1993)
- Blue Pearl (1994)
- Mistress of the Bones (1995)

#### SérieMira Morales
- The Hanged Man (1998) Publié en français sous le titre Vengeance fatale, traduction de Jean Clem, Paris, Payot & Rivages, Payot suspense, 1999, réimpression, 2002.
- Black Water (2003)
- Total Silence (2004)
- Category Five (2005)
- Cold as Death (2006)

#### SérieNora McKee
- Kill Time (2007)
- Running Time (2008)

#### SérieAline Scottsignée Alison Drake
- Tango Key (1988)
- Fevered (1988)
- Black Moon (1989)
- Lagoon (1990)

#### Autres romans policiers
- In Shadow (1985) (sous le pseudonyme de Trish Janeshutz)
- The Making of Miami Vice (1986) (sous le pseudonyme de Trish Janeshutz)
- Hidden Lake (1987) (sous le pseudonyme de Trish Janeshutz)
- High Strangeness (1992) (sous le pseudonyme d'Alison Drake)
- The Seventh Sense (1999) Publié en français sous le titre Le Septième Sens, traduction de Jean Clem, Paris, Payot & Rivages, Payot suspense, 2000.
- The Other Extreme (2001)
- Vanished (2001)
- Out Of Sight (2002)
- Lagoon (2014)

### Autres publications
- Esperanza (2010)
- Ghost Key (2012)
- Apparition (2013)

### Autres publications en collaboration avec Rob MacGregor
- Sydney Omarr's Day-by-Day Astrological Guide for the Year 2013: Aquarius (2012)
- Sydney Omarr's Day-by-Day Astrological Guide for the Year 2013: Aries (2012)
- Sydney Omarr's Day-by-Day Astrological Guide for the Year 2013: Cancer (2012)
- Sydney Omarr's Day-by-Day Astrological Guide for the Year 2013: Gemini (2012)
- Sydney Omarr's Day-by-Day Astrological Guide for the Year 2013: Leo (2012)
- Sydney Omarr's Day-by-Day Astrological Guide for the Year 2013: Libra (2012)
- Sydney Omarr's Day-by-Day Astrological Guide for the Year 2013: Pisces (2012)
- Sydney Omarr's Day-by-Day Astrological Guide for the Year 2013: Scorpio (2012)
- Sydney Omarr's Day-by-Day Astrological Guide for the Year 2013: Taurus (2012)
- The Synchronicity Highway: Exploring Coincidence, the Paranormal, & Alien Contact (2013)